# Fuenteheridos
Fuenteheridos – gmina w Hiszpanii, w prowincji Huelva, w Andaluzji, o powierzchni 10,92 km². W 2011 roku gmina liczyła 559 mieszkańców.